# Giacomo Natoli
Pour les articles homonymes, voir Natoli.
Giacomo Natoli (Messine, 1846 – Rome, 4 décembre 1896) est un militaire et homme politique du royaume d'Italie.

## Biographie
Giacomo Natoli est né en 1846. Giacomo Natoli, baron della Scaletta, est fils unique du baron Giuseppe Natoli, qui a été ministre, et de Maria Cardile.
Officier de cavalerie, il se distingue lors de la troisième guerre d'indépendance italienne.
Avocat, il est conseiller municipal et trois fois maire de Messine,.
Ernesto Cianciolo (en), qui l'avait précédé comme maire de Messine (1883-1886), est son cousin.
Il est président de l'Association d'assistance et de charité Croce d'oro (« Croix d'or »), rôle dans lequel il se distingue dans les opérations de secours à la population lors de l'épidémie de choléra de 1887.
Il est mort en 1896. Célibataire à son décès, il est enterré au cimetière monumental de Messine.

## Distinctions
- Grand officier de l'ordre de la Couronne d'Italie
- Grand officier de l'ordre des Saints-Maurice-et-Lazare
- 2e classe (commandeur) de l'ordre de la Couronne (Prusse)